# Triepeolus mexicanus
Triepeolus mexicanus là một loài Hymenoptera trong họ Apidae. Loài này được Cresson mô tả khoa học năm 1878.